# Sigismund, Mare Duce de Toscana
Arhiducele Sigismund de Austria, Mare Duce de Toscana (Sigismund Otto Maria Josef Gottfried Henrich Erik Leopold Ferdinand Von Habsburg-Lothringen; n. 21 aprilie 1966) este actualul șef al ramurei toscane a Casei de Habsburg-Lorena.

## Biografie
Sigismund s-a născut la Lausanne și este fiul Arhiducelui Leopold Franz de Austria și a primei lui soții, Prințesa Laetitia d'Arenberg, născută Laetitia de Belzunce (și adoptată de tatăl ei vitreg Erik, al 11-lea Duce de Arenberg). Sigismund a fost educat în informatică și a lucrat ca bancher.
În 1993 tatăl lui Sigismund, Leopold Franz, a renunțat la drepturile sale ca Șef al Casei de Habsburg-Toscana în favoarea fiului său, din cauza celei de-a doua căsătorii (după divorț) care a intrat în conflict cu legile romano-catolice ale Ordinului Sfântului Ștefan.
Sigismund a crescut în Uruguay și Elveția  cu mama și tatăl său. 
În 1999, Sigismund s-a căsătorit cu Elyssa Edmonstone (n. 1973), singura fiică a lui Archibald Bruce Edmonstone, al 7-lea baronet Duntreath și a celei de-a doua soții, Juliet Elizabeth Deakin. Arhiducesa este o stră-strănepoată a antrepenorului american Marshall Field,  și verișoară de gradul trei cu Camilla, Ducesă de Cornwall. Familia Edmonstone este o veche familie scoțiană care a atins rangul de baronet în 1774; cel mai cunoscut membru al familiei este metresa regală Alice Keppel. Sigismund și Elyssa au divorțat la 25 iunie 2013. Cuplul are 3 copii:
- Arhiducele Leopold Amadeo, Mare Prinț de Toscana (n. 9 mai 2001), moștenitor la conducerea Casei de Toscana
- Arhiducesa Tatiana de Austria, Princess of Tuscany (n. 3 martie 2003)
- Arhiducele Maximilian de Austria, Prinț de Toscana (n. 27 mai 2004)

Sigismund locuiește cu familia la Lausanne, Elveția.